# Echeveria paniculata
Echeveria paniculata är en fetbladsväxtart som beskrevs av Asa Gray. Echeveria paniculata ingår i släktet Echeveria och familjen fetbladsväxter. Utöver nominatformen finns också underarten E. p. maculata.